# Christopher Franke
Christopher Franke, también conocido como Chris Franke, (Berlín, Alemania, 6 de abril de 1953) es un músico y compositor alemán. Es conocido por su participación, entre 1971 y 1988, en el grupo de música electrónica Tangerine Dream. Durante esta etapa participó en la publicación de 36 álbumes, entre ellos influyentes discos del género como Atem (1973), Phaedra (1974) o Rubycon (1975) y bandas sonoras para películas como Sorcerer (1977) o Risky Business (1983).
Tras su desvinculación de Tangerine Dream se trasladó a Los Ángeles (Estados Unidos) donde ha seguido realizando álbumes en solitario y bandas sonoras especialmente para series de televisión como Walker Texas Ranger, Babylon 5 o Pacific Blue.

## Biografía
Sus primeros pasos musicales fueron como batería del grupo Agitation Free pero su foco de atención pasó finalmente a los teclados y sintetizadores y, al igual que el grupo, se alejó de sus orígenes en el rock psicodélico hacia la Escuela de Berlín de Música Electrónica.
Es en 1970 cuando conoce a Edgar Froese y Peter Baumann y en 1971 comienza su participación en el grupo de música electrónica Tangerine Dream. Si bien Chris Franke no fue el primer músico en utilizar el secuenciador analógico, fue probablemente el primero en convertirlo en un instrumento de actuación en directo, sentando las bases rítmicas para los temas clásicos de Tangerine Dream y, de hecho, para todo el sonido de la Escuela de Berlín. Debido a las discrepancias con Froese sobre el volumen de trabajo generado en el grupo el 1 de agosto de 1987, tras el concierto conmemorativo por el 750 aniversario de la fundación de Berlín, abandonó el grupo.
Después de su salida del grupo, fundó el sello discográfico Sonic Images, el sello Earthtone New Age Music y la Berlin Symphonic Film Orchestra y produjo un número de obras musicales como solista. Se trasladó a Los Ángeles, California en 1991 para proseguir sus trabajos para el cine, como la banda sonora de Soldado Universal (1992). En 1995 compuso Réquiem.
Es conocido por componer la música para la serie de televisión de ciencia ficción Babylon 5, así como la partitura de la película de anime Tenchi Muyo! in Love y en 2005 la música para el musical alemán Ludwig junto a Konstantin Wecker.

## Discografía

### Con Tangerine Dream
- Alpha Centauri (1971)
- Zeit (1972)
- Atem (1973)
- Phaedra (1974)
- Rubycon (1975)
- Ricochet (1975)
- Stratosfear (1976)
- Sorcerer (1977) (banda sonora)
- Cyclone (1978)
- Force Majeure (1979)
- Quichotte (1980)
- Tangram (1980)
- Thief (1981) (banda sonora)
- Strange Behaviour AKA Dead Kids (1981) (banda sonora)
- Exit (1981)
- White Eagle (1982)
- Logos Live (1982)
- Hyperborea (1983)
- Poland: The Warsaw Concert (1985)
- Risky Business (1984) (banda sonora)
- Le Parc (1985)
- Green Desert (1986) (grabado en 1973)
- Underwater Sunlight (1986)
- Tyger (1987)
- Near Dark (1988) (banda sonora)
- Shy People (1988) (banda sonora)
- LiveMiles (1988)
- Three O'Clock High (1988) (banda sonora)
- Canyon Dreams (1990) (banda sonora)
- The Parc is Mine (1992) (grabado en 1986)
- Soundmill Navigator (2000) (grabado en 1976)

### En solitario
- Pacific Coast Highway (1991)
- Universal Soldier (1992)
- London Concert (1992)
- New Music for Films Vol. 1 (1993)
- Raven (1994)
- Night of the Running Man (1994)
- Babylon 5 (1995)
- Klemania (1993)
- Perry Rhodan - Pax Terra (1996)
- The Celestine Prophecy (1996)
- Tenchi the Movie: Tenchi Muyo! in Love (1996; rereleased in 2002)
- Enchanting Nature (1996)
- Babylon 5, volume 2: Messages from Earth (1997)
- Babylon 5: In the Beginning (1997)
- Babylon 5: Thirdspace (1997)
- Pacific Blue (1997)
- Transformation of Mind (1997)
- Babylon 5: River of Souls (1997)
- Epic (1999)
- Babylon 5: Episodic CDs - 24 CDs x 30 minutes per CD (1997-2000)
- New Music for Films Vol. 2 (2000)
- The Calling (2000)
- The Best of Babylon 5 (2001)
- Music for Films Vol. 3 (2004)
- What the Bleep Do We Know!? (2004)
- Ludwig² - Das Musical (2005)
- Babylon 5: The Lost Tales (2007)